# Klaus Gasteiger

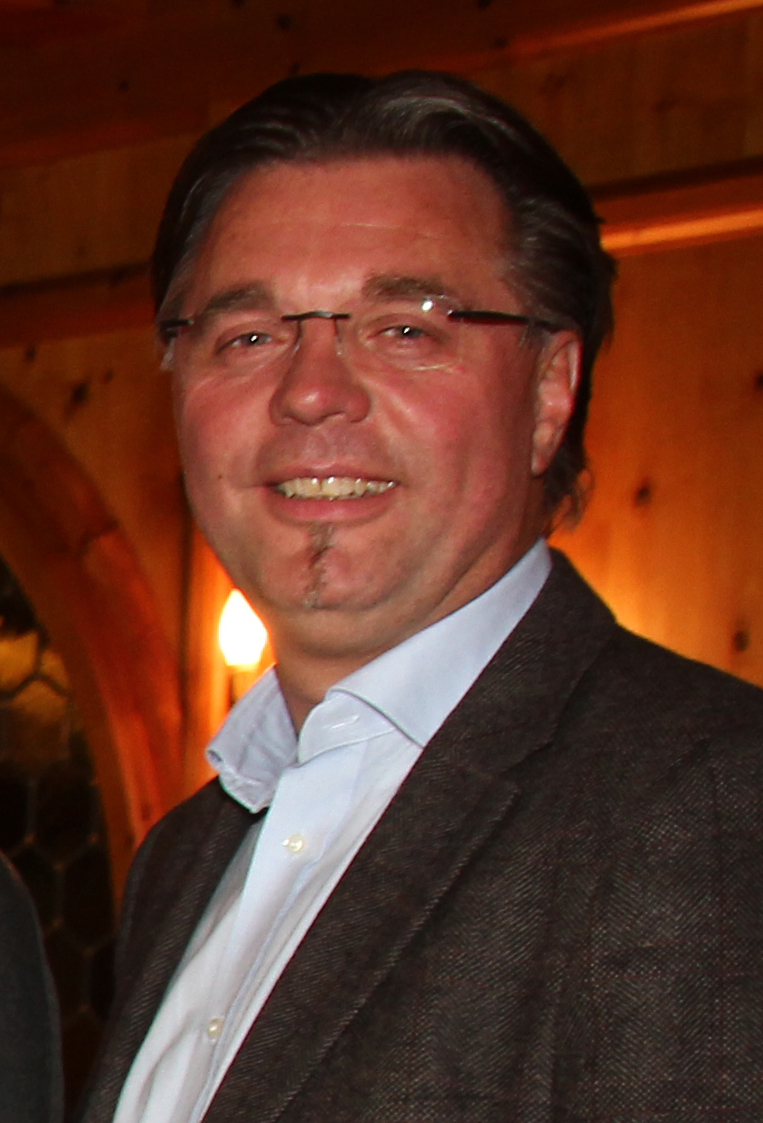
Klaus Gasteiger (2012)

Klaus Gasteiger (* 7. Jänner 1965 in Schwaz) ist ein österreichischer Politiker. Er war zwischen 1999 und 2003 Abgeordneter zum Österreichischen Bundesrat und von 2003 bis 2014 sowie vom 16. November 2016 bis zum 28. März 2018 Abgeordneter zum Tiroler Landtag. Seit 24. September 2000 ist er direkt gewählter Bürgermeister der Gemeinde Kaltenbach.

## Leben
Klaus Gasteiger besuchte zwischen 1971 und 1975 die Volksschule in Kaltenbach und im Anschluss bis 1979 die Hauptschule in Stumm. Nach der Absolvierung des Polytechnischen Lehrgangs 1979/80 in Stumm begann Klaus Gasteiger eine Lehre als Tischler, die er 1983 nach dem Besuch der Berufsschule für Holzgewerbe in Absam erfolgreich abschloss.
Zwischen 1983 und 1985 arbeitete Klaus Gasteiger als Tischlergeselle, von 1985 bis 1986 leistete er seinen Präsenzdienst beim Österreichischen Bundesheer ab. Danach stieg er bei der Firma Empl Fahrzeugwerk Ges.m.b.H. in Kaltenbach ein und baute ab 1988 die Abteilung Vertrieb Feuerwehrfahrzeuge auf. 1999 verließ Klaus Gasteiger die Firma Empl und betrieb zwischen 1999 und 2002 eine Handelsagentur. Zwischen 15. September 2014 und 31. Oktober 2016 war er Handels- und Gewerberechtlicher Geschäftsführer der ASKÖ Tirol GmbH, vom 1. April 2018 bis 31. August 2023 Gemeindebetreuer bei der GemNova DienstleitungsGmbh. Seit 2024 ist er bei der Comm-Unity EDV GmbH als Gemeindebetreuer aktiv.
Klaus Gasteiger ist mit seiner Frau Maria seit 1999 verheiratet und beide haben zwei Söhne.

## Politik
Klaus Gasteiger trat 1991 der SPÖ Tirol bei und ist seit 1992 Mitglied des Gemeinderates der Gemeinde Kaltenbach. Seit 1998 ist er Mitglied des Gemeindevorstands, seit dem 24. September 2000 bis 17. August 2017 und seit 20. November 2017 ist er wieder direkt gewählter Bürgermeister der Gemeinde Kaltenbach.
Er gehörte zwischen dem 30. März 1999 und dem 20. Oktober 2003 der Länderkammer im Parlament, dem Österreichischen Bundesrat an; zwischen dem 21. Oktober 2003 und dem 28. Mai 2014, und wieder seit dem 16. November 2016 bis 28. März 2018 übt er das Mandat als Abgeordneter zum Tiroler Landtag aus.
Innerparteilich war Klaus Gasteiger zwischen 1995 und 1999 stellvertretender Bezirksparteivorsitzender der SPÖ im Bezirk Schwaz und übernahm 1999 bis 2014 den Bezirksparteivorsitz; zwischen 1999 und 2014 gehörte er dem Landesparteivorstand der SPÖ Tirol an und war auch einer der Stellvertreter des Landesparteivorsitzenden. Zwischen 6. Oktober 2016 und 24. Mai 2018 war er wieder Bezirksparteivorsitzender und ist danach aus allen Funktionen ausgeschieden.
Er war und ist Mitglied von SPÖ-Vereinen und SPÖ-Organisationen und unter anderem auch zwischen 1998 und 2013 Mitglied des Sozialdemokratischen Wirtschaftsverbandes Tirol, zwischen 2000 und 2003 Funktionär der Wirtschaftskammer Tirol und von 2006 bis 2016 Präsident der ASKÖ Tirol.